# Великие Коровинцы
Вели́кие Коро́винцы (укр. Великі Коровинці) — посёлок, входит в Житомирский район Житомирской области Украины.

## История
Поселение известно с 1585 года.
Являлось селом Житомирского уезда Волынской губернии Российской империи.
В ходе боевых действий Великой Отечественной войны и немецкой оккупации селение пострадало, но в дальнейшем было восстановлено.
В 1969 году численность населения составляла 5,3 тыс. человек, здесь действовали сахарный завод и кирпичный завод.
В 1977 году население составляло 4,7 тыс. человек, здесь действовали сахарный завод, кирпичный завод, производственное отделение райсельхозтехники, три общеобразовательные школы, больница, два Дома культуры и пять библиотек.
9 сентября 1983 года на Коровинецком сахарном заводе был введён в эксплуатацию цех расфасовки сахара-песка (две производственные линии, каждая из которых наполняла и упаковывала по 10 тыс. пачек за смену).
В январе 1989 года численность населения составляла 3245 человек.
В мае 1995 года Кабинет министров Украины утвердил решение о приватизации сахарного завода.
На 1 января 2013 года численность населения составляла 2335 человек.
В июле 2013 года сахарный завод был признан банкротом и началась процедура его ликвидации.

## Транспорт
Посёлок находится в 2 км от ж.д. станции Михайленки (на линии Шепетовка — Бердичев) Юго-Западной железной дороги.
Автобусные маршруты в направлениях: Чуднов, Бердичев, Житомир.

## Достопримечательности
- здесь родился матрос Г. Н. Вакуленчук — один из лидеров восстания на броненосце «Потёмкин» летом 1905 года. В 1971 году ему установили памятник[2].

## Местная власть
13201, Житомирська обл., Житомирський р-н, м. Чуднів, вул. Героїв Майдану, 104.  (укр.)